# Droga wojewódzka 350
Die Droga wojewódzka 350 (Woiwodschaftsstraße 350, kurz DW350) ist eine polnische Woiwodschaftsstraße, die die Stadt Bolesławiec in der Woiwodschaft Niederschlesien mit Łęknica und Przewóz in der Woiwodschaft Lebus verbindet. Die Straße ist 71 km lang und verläuft teilweise nahezu parallel zur Autostrada A18.
Verlauf (deutscher Name)
- Łęknica (Lugknitz)
- Nowe Czaple (Neu Tschöpeln)
- Przewóz (Priebus)
- Gozdnica (Freiwaldau)
- Ruszów (Rauscha)
- Osiecznica (Wehrau)
- Bolesławiec (Bunzlau)